# 銚子無線電報局
銚子無線電報サービスセンタ（ちょうしむせんでんぽうサービスセンタ）は千葉県銚子市川口夫婦鼻、野尻町、小畑新町にあった逓信省、日本電信電話公社（電電公社）、日本電信電話株式会社（NTT）の無線電報サービスセンタである。JCSという船舶からの呼び掛けに用いられたコールサインでも知られた。

## 概要
銚子無線電報サービスセンタは、1908年（明治41年）に銚子市川口夫婦鼻に「銚子無線電信局」として開局し、その後、1929年（昭和4年）に銚子市小畑新町に受信所を設置し、以降、二重通信方式となった。1939年（昭和14年） に送信所を銚子市野尻町に移転、その後、閉所まで椎柴送信所と小畑受信所の2拠点で存続した。
この無線電報サービスセンタは、長波、中波、短波などさまざまな周波数で、主にモールス信号による通信を行ったが、もっとも伝播する短波帯の無線電信局は、日本では銚子無線電報サービスセンタ（JCS）と長崎無線電報サービスセンタ（JOS）が良く知られた。銚子では、主に太平洋・大西洋上の船舶を対象に、24時間、不眠不休で通信業務を続けた。
戦前から戦中にかけては、豪華客船、貨物船、移民船をはじめとする日本や外国の大型船舶、日本の委任統治領であった南洋群島などとの通信拠点として、戦時中には太平洋全域からの日本軍の戦況を伝える拠点として使われた。
戦後は、引き続き日本や外国の客船、貨物船、移民船、遠洋漁業漁船団、捕鯨船団などとの交信を行い、1960年代には年間130万通を扱う世界一の無線電信局として、"CHOSHIRADIO/JCS"は世界に知られた存在になった。特に、年末年始には年賀電報の依頼が殺到し、多忙を極めたという。
その後、通信衛星による衛星電話等の普及と電報取扱通数の減少を理由に、NTTは廃所を計画する。しかし、電報通数が減少したといっても、モールス通信による取り扱いが廃所当時でさえ年間30万通（そのほとんどが外国船との国際無線電報）もあったうえ、衛星通信機器を設備しない船舶との通信が不可能となるなど船舶航行の安全システム（GMDSS）上の大きな問題があった。
問題の多い廃所計画に対し、1995年（平成7年）、銚子無線電報サービスセンタに勤務する無線通信士（そのほとんどが第一級総合無線通信士）と船舶無線通信士らは「海の安全を守れ」「無線通信士の職場を奪うな」と銚子無線電報サービスセンタの存続を求めて裁判を起こした。
廃所反対運動は銚子市長をはじめ銚子市議会、市民の大きな支援などを受け、全国的、世界的運動へと広がった。しかし、NTTは1996年3月、廃所を強行した。その後、無線通信士の起こした裁判は最高裁で敗訴が確定した。

## 沿革
- 1908年（明治41年） - 銚子市川口夫婦鼻に銚子無線電信局として開局。東洋汽船所有の天洋丸の無線局（米村嘉一郎が局長）を相手に初交信。野島崎沖を航行中の日本郵船所有の丹後丸より、日本初の無線電報を受信[1]。銚子～東京に有線の直通回線を設置。初代局長：橋本忠三
- 1910年（明治43年） - 海上気象通報を開始。7月9日後藤新平逓信大臣視察
- 1911年（明治44年）5月20日 - 皇太子嘉仁親王（後の大正天皇）が行啓。皇族の無線局への訪問はこれが初[2]。二代目局長：石村五作
- 1912年（大正元年）9月1日 - 時報放送を開始。
- 1913年（大正2年）三代目局長：米村嘉一郎
- 1914年（大正3年） - 有線直通回線を横浜まで延長。
- 1915年（大正4年） - 船舶航行警報を開始。
- 1916年（大正5年） - 無線電報以外にも、内国向け電報及び日支和欧文による外国電報の取り扱いを開始。
- 1923年（大正12年） - 関東大震災が発生。東京市の通信機能が完全に破壊されたため、海軍無線電信所船橋送信所とともに、横浜港に停泊していた船舶からの通報を受信して、関係機関や、潮岬無線電信局を経由して大阪市内にある各新聞社に被害情報を送信、救援活動に多大な貢献をした。 この情報を当時唯一のアメリカとの通信ができる磐城国際無線電信局が傍受しアメリカに伝えたことから国際的な救援活動が行われた。
- 1924年（大正13年）1月8日 - 小笠原諸島父島との間に無線回線を設置。
- 1929年（昭和4年） - 送信所と受信所を分離する。従前の川口の施設を送信所として分室に格下げ、名称を銚子無線電信局本銚子送信所に改めた（その後、1934年（昭和9年）に名称を川口送信所に改称）。受信所は、銚子市小畑新町に移転し、これを銚子無線電信局本舎（小畑受信所）とした。
- 1939年（昭和14年）8月12日 - 送信所を銚子市野尻町に移転し、銚子無線電信局椎柴送信所とした。同年、南極海捕鯨船団との交信を開始。
- 1944年（昭和19年）5月24日 - 潜水艦情報と防空警報を、1日3回放送開始。終戦まで続く。
- 1949年（昭和24年） - 終戦後の省庁再編により、逓信省が分割。郵政省の管轄になり、銚子無線電報局に改称。
- 1954年（昭和29年） - 船舶航行に関する通報が、本局より海上保安庁通信所に移管。
- 1957年（昭和32年） - 南極昭和基地と14,000kmを隔てた交信に成功。南極探検隊との交信を開始。
- 1958年（昭和33年） - 機械中継化される。
- 1960年（昭和35年） - さらなる短波帯の増力、多回線化が行われる。これ以降の1960年代は、高度経済成長により無線電報の取扱件数が急増し、世界一の無線電信局となった黄金期である。
- 1968年（昭和43年） - 小笠原諸島が本土復帰になる。本局と小笠原諸島の間で短波帯多重無線通信が開始される。 5月23日に業務用打ち合わせ回線が、6月26日に電報サービスが運用開始。
- 1969年（昭和44年）3月31日 - 小笠原諸島との間で一般公衆電話回線が開通。
- 1988年（昭和63年） - 日本電信電話公社の民営化によりNTT銚子無線電報局となる。
- 1988年（昭和63年）7月28日 - マリネットホンのサービスが開始。同年、NTTの組織改革により、NTT銚子支店電報営業部となり、独立した電報電話局ではなくなる。
- 1989年（平成元年）2月1日 - 国際無線テレックスサービスが開始。
- 1993年（平成5年） - NTTの組織改革により電報事業部となり、銚子無線電報サービスセンタに改称。
- 1996年（平成8年）3月31日 - 無線通信に関わる全ての業務が長崎無線電報サービスセンタに移管され、閉所。その長崎無線は1999年1月に廃所され、NTTは無線電報の取り扱いをすべて廃止した。

## 現在の銚子無線電報サービスセンタ跡地
- 川口送信所…銚子ポートタワーになっている。駐車場の一角に「無線電信創業之地」碑あり
- 小畑受信所…市民センターになっている (銚子市#文化施設)
- 椎柴送信所…NTT-MEの施設になっている。

## 銚子以外の主な無線電報取扱所
- 潮岬無線（JSM）:和歌山県
- 角島無線（JCG）:山口県
- 長崎無線電報サービスセンタ（JOS）:長崎県諫早市
- 落石無線（JOC）:北海道